# Зигхартинг
Зигхартинг (нем. Sigharting) — коммуна (нем. Gemeinde) в Австрии, в федеральной земле Верхняя Австрия. 
Входит в состав округа Шердинг.  Население составляет 826 человек (на 31 декабря 2005 года). Занимает площадь 6 км². Официальный код  —  41424.

## Политическая ситуация
Бургомистр коммуны — Йохан Пропст (АНП) по результатам выборов 2003 года.
Совет представителей коммуны (нем. Gemeinderat) состоит из 13 мест.
- АНП занимает 8 мест.
- АПС занимает 3 места.
- СДПА занимает 2 места.